# Emil von Riedel

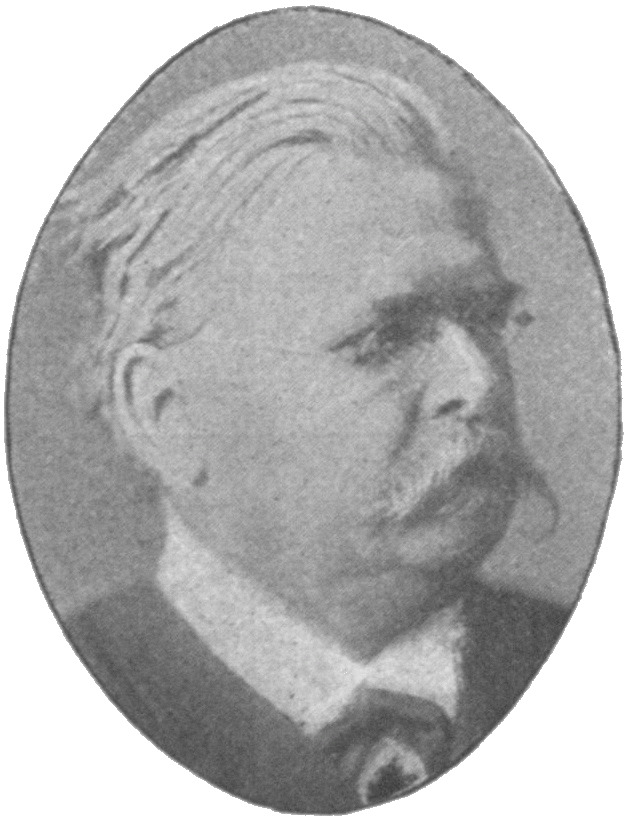
Freiherr von Riedel,
aus Österreichs Illustrierter Zeitung (1904)

Emil Heinrich Freiherr von Riedel (* 6. April 1832 in Kurzenaltheim; † 13. August 1906 in München) war ein bayerischer Jurist und Politiker.

## Leben

### Herkunft
Emil war der Sohn des Pfarrers Rudolph Heinrich Riedel (1797–1853) und dessen Ehefrau Amalie Charlotte Christiane, geborene Hermann (1803–1881).

### Karriere

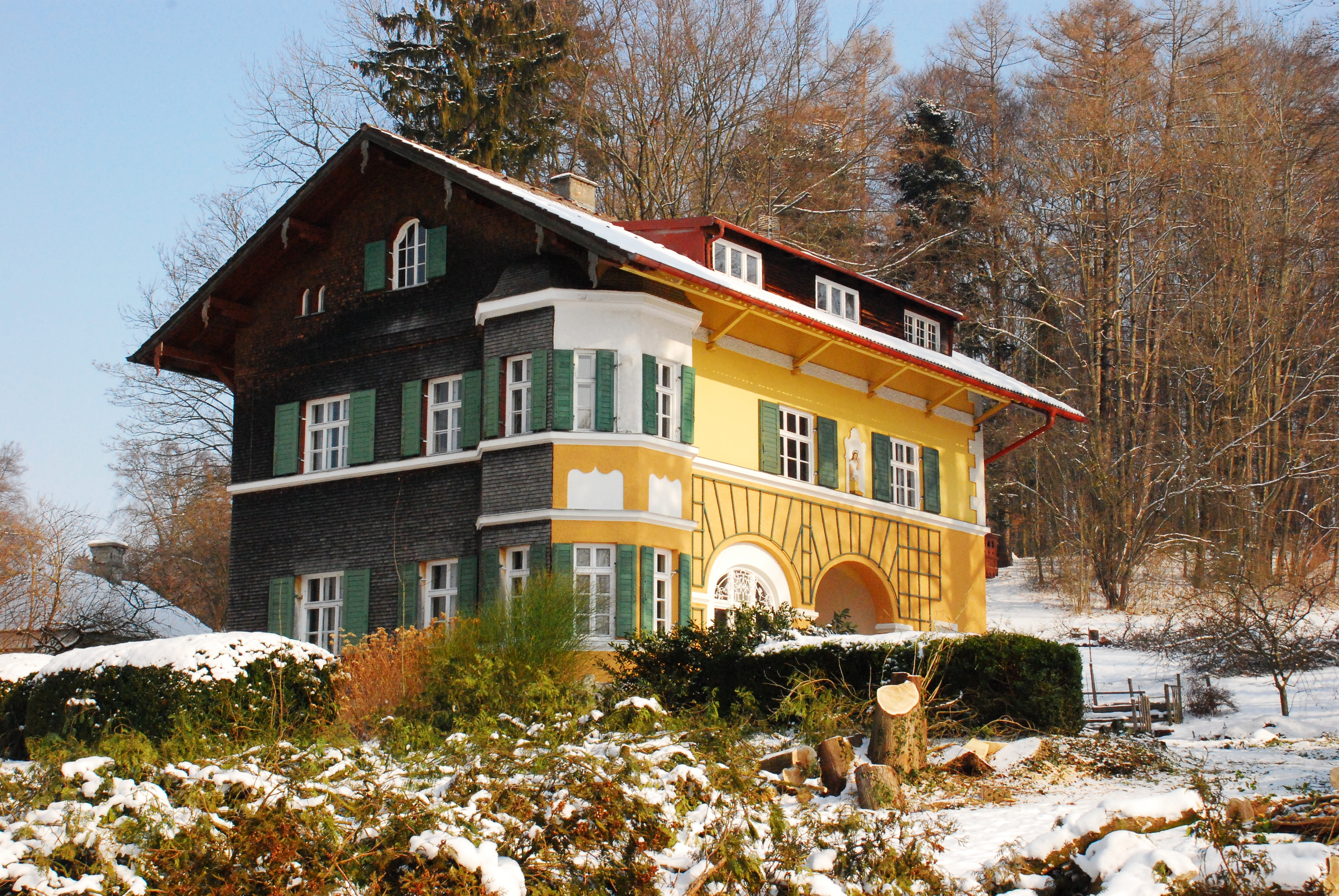
Villa Riedel in Ambach

Riedel trat nach einem Jurastudium in den bayerischen Staatsverwaltungsdienst. 1859 wurde er Hilfsarbeiter im Innenministerium und 1870 Ministerialrat. 1872 wurde er bayerischer Bevollmächtigter im Bundesrat, wo er in den Ausschüssen für Handel und Verkehr und für Justizwesen war.
Riedel amtierte von 1877 bis 1904 als Staatsminister der Finanzen unter König Ludwig II. und dem Prinzregenten Luitpold. Er legte in der längsten Ministerzeit aller königlich-bayerischen Staatsminister die Grundlagen für eine neue bayerische Finanzverfassung. Durch die Verleihung des Verdienstordens der Bayerischen Krone wurde er am 25. Juni 1888 zunächst in den persönlichen Adelsstand und am 8. Juni 1890 in den erblichen Freiherrenstand erhoben.
Riedel bewilligte die Mittel zum Bau des Kurhauses in Bad Reichenhall und wurde 1900 von der Stadt zum Ehrenbürger ernannt, außerdem wurde die Riedelstraße beim Städt. Krankenhaus nach ihm benannt. Seit 1902 ist er Ehrenbürger von München.

### Familie
Riedel heiratete 1861 Aline Ernestine Steurer (1834–1862), eine Tochter des Drechslermeisters Jakob Steurer aus Ansbach. Nach ihrem frühen Tod ging er am 16. Mai 1865 die Ehe mit Malwine Maria Rüber (* 1842) ein, Tochter des Architekten Eduard Rüber. Das Paar hatte mehrere Kinder:
- Maria Charlotte (1868–1929) ⚭ Carl Pracher (1863–1933), Regierungsdirektor
- Hans Gustav (1875–1956), Generalmajor

## Villa
Die in Ambach (Gemeinde Münsing) von Emanuel von Seidl im Jahr 1893 für Riedel erbaute Villa ist als Baudenkmal unter Aktennummer D-1-73-137-14 in der Bayerischen Denkmalliste aufgeführt und lokal als „Ministervilla“ bekannt. Das Gebäude zog im Jahr 2012 kurzzeitig öffentliche Aufmerksamkeit auf sich, als der Anlageberater Carsten Maschmeyer und die Schauspielerin Veronica Ferres einen Einzug erwogen, nach einer örtlichen Kontroverse um Baumfällungen aber darauf verzichteten.